# Rhinodipterus
Rhinodipterus — викопний рід дводишних риб, що існував у девонському періоді між 416 та 359 млн років тому. Викопні рештки знайдені в Австралії та Росії. Вважається, що він мешкав на мілких, солоноводних рифах. Одна з найдавніших відомих морських хребетних тварин з легенями. Це також єдина відома морська риба, що була пристосована до дихання атмосферним повітрям.

## Види
- Rhinodipterus kimberleyensis
- Rhinodipterus secans
- Rhinodipterus stolbovi
- Rhinodipterus ulrichi